# بينتومينيوم
بينتومينيوم (بالإنجليزية: Pentominium)‏، كان مشروع ناطحة سحاب شاهقة الارتفاع اقتُرح تشييدها في دبي بدولة الإمارات العربية المتحدة. يتألف البرج من 122 طابق، ويبلُغ طوله الإجمالي 516 م (1,693 قدم). توقف بناء البرج منذ أغسطس 2011. صُمم البينتومينيوم على يد المُهندس المعماري أندرو برومبيرغ عن شركة آيداس [الإنجليزية] للهندسة المعمارية، ومُول مشروع البناء من طرف مجموعة تريدنت إنترناشيونال هولدينغ. حصلت شركة الإنشاءات العربية (ACC) على عقد البناء بقيمة 1.46 مليار درهم إماراتي (400 مليون دولار أمريكي)، بينما أُسند عقد الأعمال الإنشاية الخرسانية لشركة سويس بورينغ.
انطلقت أشغال تشييد البرج في 26 يوليو 2008، وقبل توقف الأشغال في 2011، كان مُقررا الانتهاء من البناء في 2013. بحلول مايو 2011، كانت قد شُيدت 22 طابقًا من البرج. لكن في أغسطس 2011، توقفت الأشغال بعد أن تأخرت مجموعة تريدنت إنترناشيونال هولدينغ في سداد قرض بقيمة 20.4 مليون دولار أمريكي في أعقاب الأزمة المالية العالمية. اعتبارًا من 2021 ، لا زالت أشغال تشييد البرج غير مُكتملة.
لو تم الانتهاء من المشروع، كان برج البينتومينيوم سيكون ثاني أطول مبنى في دبي بعد برج خليفة، كما كان سيكون أطول بُرج سكني في العالم مُتفوقا على برج سنترال بارك في مانهاتن بالولايات المتحدة.
تم استئناف بناء المشروع في عام 2024. ومن المتوقع أن يكتمل بحلول عام 2028.

## نظرة عامة
إذا استُأنفت أشغال البناء، سيكون برج البينتومينيوم أطول مبنى سكني في العالم [الإنجليزية]، أطول بحوالي 44 مترا عن أطول بُرج سكني بالعالم حاليا برج سنترال بارك الذي يبلغ طوله 472 مترا. وُصف مشروع إنشاء البرج بأنه "أحد أكثر المشاريع المعمارية التي هي قيد الإنشاء حاليا أهمية في دبي" نظرًا لتصميمه والمواد المُستعملة في تشييده وهيكله الخارجي.
مُنح عقد إدارة المشروع لشركة بريسيبيو لإدارة المشاريع.

## الشقق السكنية والتصميم
أتت كلمة "بنتومينوم" من دمج كلمتي "بنتهاوس" (بالإنجليزية: Penthouse)‏ و "كوندومينيوم [الإنجليزية]" (بالإنجليزية: Condominium)‏. سيحتوي كل طابق سكني من المبنى على شقة واحدة من 4 غرف نوم، تبلغ مساحتها الإجمالية 600 م2 (6,500 قدم2) للشقة الواحدة. تشمل وسائل الترفيه المتاحة للمقيمين بالمبنى حوض سباحة ومنصة مراقبة [الإنجليزية] وقاعة سينما ونادي رياضي وقاعة ولائم وحفلات، إضافة إلى قاعة للمُدخنين ومركز لرجال الأعمال.

## أنظر أيضا
- قائمة أطول أبراج دبي

## وصلات خارجية
- الموقع الرسمي